# Alonso Martínez (piłkarz)
Adrián Alonso Martínez Batista (ur. 15 października 1998 w Puntarenas) – kostarykański piłkarz występujący na pozycji prawego skrzydłowego, reprezentant Kostaryki, od 2023 roku zawodnik amerykańskiego New York City.